# Візантійська імперія
Візанті́йська імпе́рія або Східна Римська імперія (також Романія, Римське царство, Римська імперія, Християнське царство, Імперія греків, Грецьке царство) — історіографічна назва для пізньоантичної та середньовічної держави з самоназвою Царство Ромеїв (грец. Βασιλεία τῶν Ῥωμαίων), що виникла внаслідок розділу Римської імперії на східну та західну частини.
Під час розквіту Римської імперії, відомого як Pax Romana, її західна частина пройшла через процес латинізації, тоді як східна частина зберегла значною мірою свою елліністичну культуру. Кілька подій з IV по VI ст. визначають перехідний період, коли грецький Схід і латинський Захід імперії розійшлися. Костянтин I (правління 324—337) реорганізував імперію, зробив столицею Константинополь і легалізував християнство. За Феодосія I (правління 379—395) християнство стало державною релігією, а інші релігійні практики були заборонені. Під час правління Іраклія (610—641) модернізовані армія й адміністрація, грецька мова поступово прийнята для офіційного використання замість латини.
Кордони Візантії постійно змінювалися, пройшовши через кілька циклів занепаду та відновлення. Під час правління Юстиніана I (527—565) імперія досягла найбільшого територіального розмаху після падіння Заходу, відвоювавши більшу частину історично римського західного узбережжя Середземного моря, включаючи Африку, Італію та Рим, який вона утримувала більше двох століть. Візантійсько-сасанідська війна 602—628 років виснажила ресурси Візантії, і під час ранніх мусульманських завоювань у VII столітті вона втратила свої найбагатші провінції — Єгипет і Сирію — на користь Праведного халіфату. Пізніше імперія втратила Африку на користь Омеядів у 698 році, перш ніж настала доба стабілізації завдяки династії Ісаврів.
Під час правління Македонської династії (IX-XI століття) імперія знову розширилася і пережила двостолітнє відродження, яке завершилося поразкою від турків-сельджуків у битві біля Манцикерта в 1071 році. Громадянські війни та наступне вторгнення сельджуків призвели до втрати більшої частини Малої Азії. Імперія відновилася під час реставрації Комнінів, і до Четвертого хрестового походу Константинополь був найбільшим і найбагатшим містом Європи.
Вперше Візантія ліквідована під час Четвертого хрестового походу в 1204 році, коли Константинополь розграбований латинянами, а території, якими раніше керувала імперія, розділені на конкуруючі візантійські грецькі та латинські області. Незважаючи на остаточне відновлення Константинополя в 1261 році, Візантійська імперія вже залишалася тільки регіональною державою протягом останніх двох століть свого існування. Решта її територій поступово анексовані османами під час візантійсько-османських війн протягом XIV та XV століть.
Друге падіння Константинополя під владу османів у 1453 році означало кінець Візантії. Біженці, які тікали з міста після його захоплення, оселилися в Італії та інших частинах Європи, допомагаючи розпочати епоху Відродження. Трапезундська імперія була завойована через вісім років, коли її однойменна столиця здалася османським військам після того, як її було взято в облогу в 1461 році. Останнім осередком, що вважав себе легітимним продовжувачем візантійської державності, було князівство Готія (Феодоро) на Кримському півострові, також подолане османами у грудні 1475 року.
Іноді подія захоплення Константинополя османами істориками використовується для позначення кінця Середньовіччя та початку раннього нового періоду.

## Назва
Офіційна назва держави, що вживалася протягом усієї її історії, — «Імперія ромеїв» — підкреслювала спадкоємність між Візантійською та Римською імперіями. Мешканці Візантії, серед яких були предки сучасних греків, південних слов'ян, румунів, молдаванів, італійців, французів, іспанців, турків, арабів, вірменів та багатьох інших сучасних народів, називали себе ромеями або римлянами. Саме від цієї назви походить сучасна самоназва декількох народів — румунів, аромун, ромів.
Визначення «візантійська» є похідним від назви столиці імперії. Попри те, що офіційно столиця іменувалася Новим Римом, а пізніше — Константинополем, за вкоріненою звичкою мешканці міста використовували і його старогрецьке ім'я — Візантій.
Після поділу Римської імперії навпіл 395 року західну частину для зручності (але неофіційно) почали іменувати Гесперійською імперією (від давнього поетичного визначення «західних країв»), а для східної зі столицею в Константинополі використовували прикметник «візантійська» (тобто «константинопольська») — саме так це слово вживали, зокрема, тогочасні історики Пріск та Малх. При цьому Східна Римська імперія не вважалася окремою державою і офіційно найчастіше іменувалася Senatus Populusque Romanus.
Із падінням Гесперії 476 року титул імператора взагалі зберігся лише за константинопольськими володарями. Відтак необхідність навіть у неофіційному вживанні окремого терміну для позначення їхньої держави зникла. Імперія надалі іменувалася просто Римською або Ромейською. Прикметник «візантійський» використовували й надалі — він, зокрема, зустрічається у працях патріарха Фотія та у Суді — але найчастіше як синонім слову «константинопольський».
У староруських і старослов'янських літописах також вживаються назви Християнське і Грецьке царство.
Після падіння Візантії вчені раннього модерну користувалися багатьма назвами по відношенню до імперії, серед яких можна виділити такі, як «Константинопольська імперія», «Імперія греків», «Східна імперія», «Пізня імперія», «Нижня імперія», і «Римська імперія». Все більш широке використання термінів «Візантія» та «Візантійська імперія», ймовірно, пов'язується з діяльністю історика XV століття Лаоніка Халкоконділа, чиї праці були широко поширювалися, зокрема Ієронімом Вольфом, якому традиційно приписують запровадження терміну «Візантія» до історичної науки. До XIX століття разом з терміном «Візантійська імперія» найчастіше використовувалося «Імперія греків».

## Хронологія
Як спадкоємиця Римської імперії Візантійська держава не лише успадкувала її найбагатші провінції, але й зберігала культурні надбання, тож довгий час являла собою духовний, культурний, економічний і політичний центр Середземномор'я. Її столиця — Константинополь (стародавній Візантій) в документах тих часів називалася Рим або Новий Рим. Її правителі в часи найбільшої могутності правили землями від африканських пустель до дунайських берегів, від Гібралтарської протоки до хребтів Кавказу.
Немає єдиної думки щодо того, коли утворилася Візантійська імперія. Багато хто розглядає Костянтина І (306–337 рр.), засновника Константинополя, за першого Візантійського Імператора. Деякі історики вважають, що ця подія відбулася раніше, протягом царювання Діоклетіана (284–305 рр.), який для полегшення управління величезною імперією офіційно поділив її на східну й західну половини. Інші вважають за переломне царювання Феодосія І (379–395 рр.) та офіційне витискання християнством поганства, або час його смерті 395 року, коли встановилося політичне розділення між Східною (Візантійською) і Західною (Гесперійською) частинами колись єдиної імперії. Також віхою є 476 рік, коли Ромул Август, останній західний імператор, відмовився від влади, тож відповідно імператор залишився лише в Константинополі. Важливим моментом став 620 рік, коли за імператора Іраклія державною мовою офіційно стала грецька.
Занепад Візантійської імперії пов'язаний з багатьма причинами, як зовнішніми, так і внутрішніми. Це розвиток інших регіонів світу, зокрема Західної Європи (в першу чергу Італії, Венеційської та Генуезької республік), а також країн ісламу. Також це загострення суперечностей між різними регіонами імперії та розкол її на Грецьке, Болгарське та інші царства.
Вважають, що імперія припинила існування з падінням Константинополя під ударами Османської імперії 1453 року, хоча її залишки проіснували ще кілька років, до падіння Містри 1460 року і Трапезундської імперії 1461 року. Але слід звернути увагу на те, що середньовічні південнослов'янські джерела описують падіння Візантійської імперії не як падіння Римської чи Ромейської імперії (адже вони себе теж вважали ромеями), а як падіння Грецького царства — одного з царств, яке входило до складу імперії. Також слід пам'ятати, що як імператори Священної Римської імперії, так і султани Османської імперії називали себе римськими імператорами і спадкоємцями Римської імперії.
Найбільші території імперія контролювала за імператора Юстиніана І, що вів широку завойовницьку політику в західному Середземномор'ї, прагнучи відновити колишню Римську імперію. З цього часу вона поступово втрачала землі під натиском варварських королівств і східноєвропейських племен. Після арабських завоювань займала лише територію Греції та Малої Азії. Експансія в IX—XI століттях змінилася серйозними втратами, розпадом країни під ударами хрестоносців і загибеллю під тиском турків-сельджуків і турків-османів.
Етнічний склад населення Візантійської імперії, особливо на першому етапі її історії, був вкрай строкатим — болгари, копти, вірмени, грузини, євреї, еллінізовані малоазійські племена, фракійці, іллірійці, даки. Зі зменшенням території Візантії (починаючи з VII століття) частина народів залишилася поза її межами, у той же час сюди приходили і розселялися нові народи (готи в IV—V ст., печеніги, половці в XI—XIII ст. і ін.). У VI—XI ст. до складу населення Візантії входили етнічні групи, з яких надалі сформувалася італійська народність. Переважну роль в економіці, політичному житті та культурі Візантії грало грецьке населення. Державна мова Візантії в IV—VI століттях — латинська, з VII століття і до кінця існування імперії — грецька.

## Історія

### Поділ на Східну і Західну Римські імперії

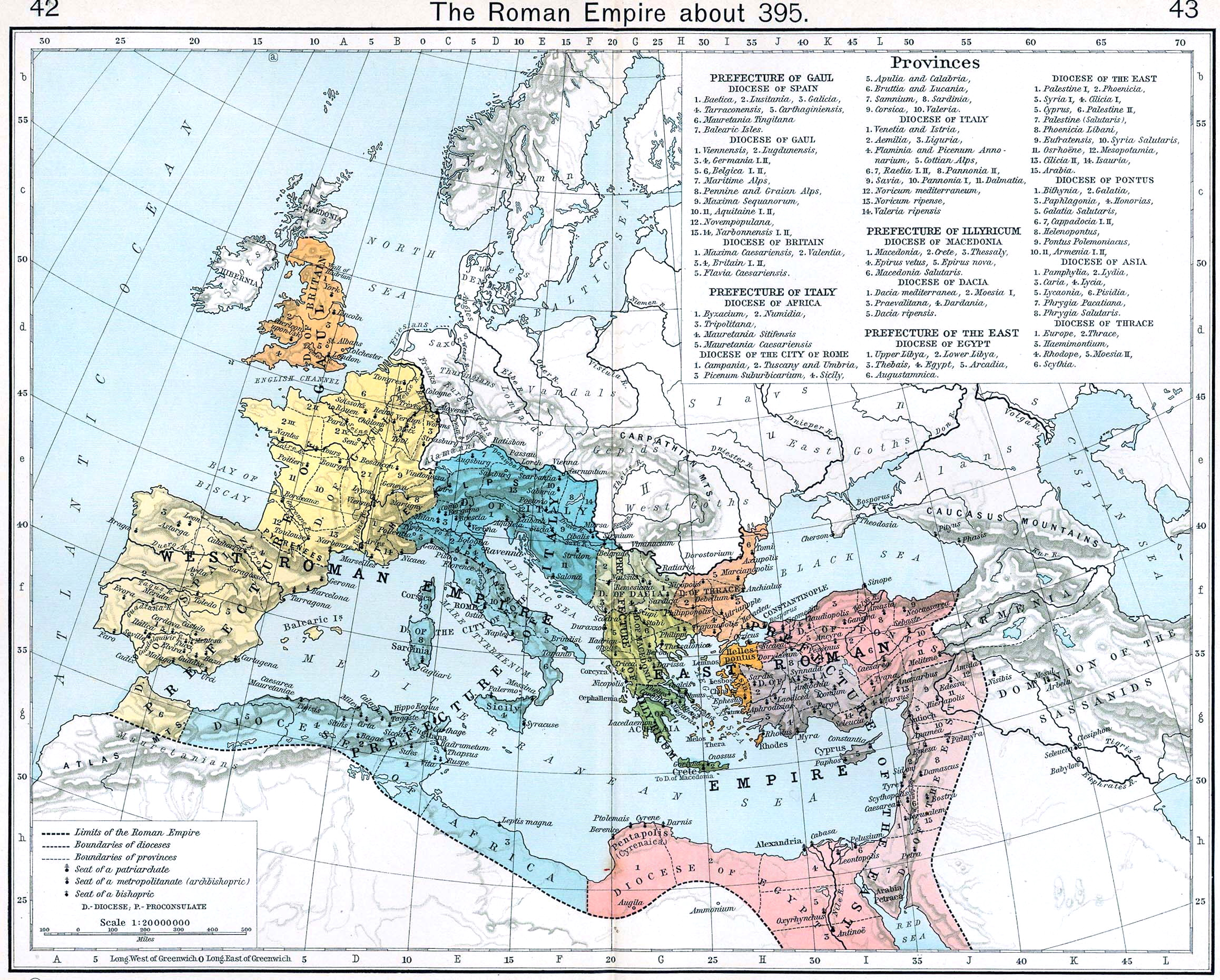
Мапа Західної і Східної Римських імперій на 395, по смерті Феодосія І

11 травня 330 року римський імператор Костянтин Великий оголосив своєю столицею місто Візантіум, перейменувавши його в Константинополь. Необхідність перенесення столиці була викликана насамперед віддаленістю колишньої столиці — Рима — від напружених східних і північно-східних меж імперії. Особливості політичної традиції робили обов'язковим особистий контроль імператора над потужними військовими угрупуваннями, а організувати оборону з Константинополя можна було набагато швидше і при цьому контролювати війська можна було ефективніше, ніж з далекого Рима.
Остаточний поділ Римської імперії на Східну й Західну відбувся після смерті 395 року Феодосія Великого. Головною відмінністю Візантії від Західної Римської імперії (Гесперії) було переважання на її території грецької культури на противагу майже всуціль латинізованому заходу. З часом римський спадок усе більше змінювався під місцевим впливом та внаслідок розвитку, втім неможливо провести різку межу між Римом та Візантією, яка завжди самоусвідомлювала себе саме як Східна Римська імперія.

### Становлення самостійної Візантії
Становлення Візантії як самостійної держави можна віднести до періоду 330–518. У цей період через границі на Дунаї та Рейні на римську територію проникали численні варварські, переважно германські племена. Якщо одні були невеликими групами переселенців, яких притягували безпека й багатства імперії, інші чинили набіги та самовільно селилися на її території. Скориставшись слабкістю Рима, германці перейшли від набігів до захоплення земель, і 476 року було скинуто останнього імператора Західної Римської імперії. Становище на сході також було важким, особливо після того, як 378 року вестготи здобули перемогу в знаменитій битві біля Адріанополя, в якій імператор Валент загинув, і готи під проводом Аларіха спустошили всю Грецію. Але незабаром Аларіх пішов на захід — в Іспанію та Галлію, де готи заснували свою державу, і небезпека з їхнього боку для Візантії минула. 441 року на зміну готам прийшли гуни. Аттила кілька разів починав війну, і лише сплатою великої данини вдавалося запобігти його подальшим нападам. В другій половині V століття небезпека прийшла з боку остготів — Теодоріх розорив Македонію, загрожував Константинополю, але і він пішов на захід, завоювавши Італію і заснувавши на руїнах Риму свою державу.
Сильно дестабілізували ситуацію в країні й численні християнські єресі — аріанство, несторіанство, монофізитство. У той час як на Заході папи, починаючи з Лева Великого (440–462), затверджували папську монархію, на Сході патріархи Александрії, особливо Кирило (422—444) і Діоскор (444—451), намагалися установити папський престол в Александрії. Крім того, у результаті цих смут виринали на поверхню старі національні конфлікти та сепаратистські тенденції; у такий спосіб з релігійним конфліктом тісно спліталися політичні інтереси й цілі.
З 502 року перси відновили свій натиск на сході, слов'яни й авари почали набіги на південь від Дунаю. Внутрішні смути досягли крайніх меж, у столиці велася напружена боротьба партій «зелених» і «синіх» (за кольорами команд колісниць). Нарешті, міцна пам'ять про римську традицію, що підтримувала думку про необхідність єдності римського світу, безупинно звертала погляди на Захід. Щоб вийти з цього нестійкого становища потрібна була могутня рука, ясна політика з точними і визначеними планами. Таку політику проводив Юстиніан І.

### VI століття. Імператор Юстиніан

Візантійська імперія у період розквіту близько 550 р.

518 року після смерті імператора Настасія на трон зійшов начальник гвардії Юстин — виходець з македонських селян. Тягар влади був би заважкий для цього неписьменного старого, якби біля нього не виявилося племінника Юстиніана. Із самого початку правління Юстина фактично при владі стояв Юстиніан — також уродженець Македонії, що отримав прекрасну освіту й мав неабиякі здібності.
527 року, одержавши всю повноту влади, Юстиніан приступив до виконання своїх задумів по відновленню Імперії та зміцненню влади єдиного імператора. Він домігся союзу з православною церквою. При Юстиніані єретиків змушували переходити в православ'я під загрозою позбавлення цивільних прав і навіть страти.
До 532 року він був зайнятий придушенням виступів у столиці й протистоянням натиску персів, але незабаром основний напрямок політики перемістився на захід. Варварські королівства ослабнули за минулі півстоліття, їхні романізовані жителі закликали до відновлення імперії, нарешті навіть самі королі германців визнавали законність претензій Візантії. 533 року армія під керівництвом Велізарія завдала удару державі вандалів у Північній Африці. Наступною метою стала Італія — важка війна з Остготським королівством продовжувалася 20 років і закінчилася перемогою.
Вдершись у королівство Вестготів 554, Юстиніан завоював і південну частину Іспанії. У результаті територія імперії збільшилася майже вдвічі. Але ці успіхи потребували занадто великої витрати сил, чим скористалися перси, болгари й авари, що, хоча і не завоювали значних територій, але піддали руйнуванню багато земель на сході імперії.

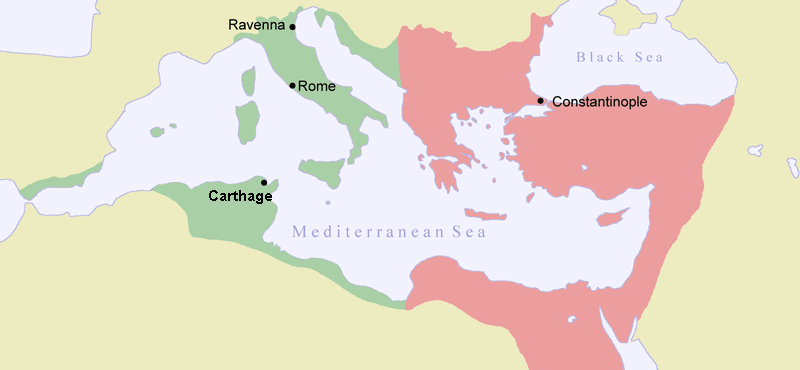
Візантійська імперія на 550 рік

Візантійська дипломатія також прагнула забезпечити у всьому зовнішньому світі престиж і вплив імперії. Завдяки спритному розподілові милостей і грошей і майстерному умінню сіяти розбрат серед ворогів імперії, вона приводила під візантійське панування варварські народи, що оточували кордони держави. Одним з головних способів включення у сферу впливу Візантії була проповідь християнства. Діяльність місіонерів, що поширювали християнство від берегів Чорного моря до плоскогір'їв Абісинії й оаз Сахари, була однієї з характерних відзнак візантійської політики в Середньовіччі.

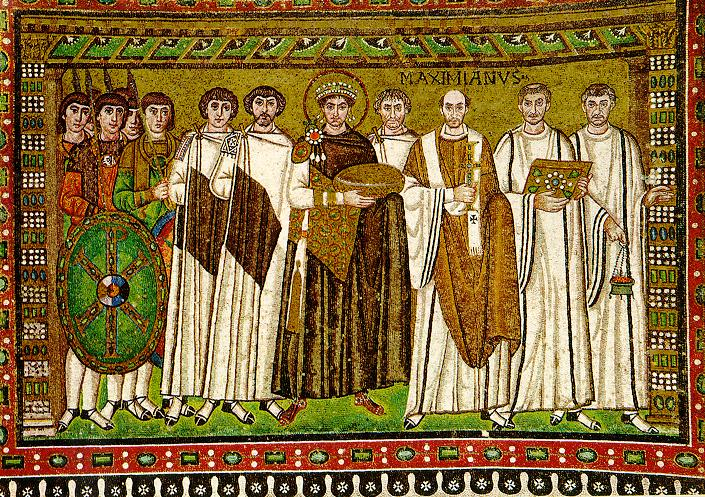
Імп. Юстиніан І і Велізарій (зліва). Мозаїка. Равенна, церква Св. Віталія

Крім військової експансії, іншою найважливішою метою Юстиніана була адміністративна й фінансова реформи. Економіка імперії перебувала у важкій кризі, керівництво було вражене корупцією. З метою реорганізації управління Юстиніаном була проведена кодифікація законодавства і ряд реформ, що, хоча і не вирішили проблему кардинально, але, безсумнівно, мали позитивні наслідки. По всій імперії розпочалося будівництво — найбільше за масштабами з часів «золотого століття» Антонинів. Новий розквіт переживала культура.

### VI-VII століття
Однак велич була куплена дорогою ціною — економіка була підірвана війнами, населення зубожіло, і спадкоємці Юстиніана, власне Юстин II (565—578), Тиберій ІІ (578—582), Маврикій (582—602), були змушені основну увагу приділяти вже обороні й перенести напрямок політики на схід. Завоювання Юстиніана виявилися неміцними — наприкінці VI, у VII ст. Візантія втратила всі завойовані області на Заході (за винятком Південної Італії).
У той час як вторгнення лангобардів відняло у Візантії половину Італії, 591 року в ході війни з Персією була завойована Вірменія, на півночі продовжувалося протистояння зі слов'янами. Але вже на початку наступного, VII століття перси відновили бойові дії і домоглися значних успіхів унаслідок численних смут в імперії. 610 року син карфагенського екзарха Іраклій скинув імператора Фоку й заснував нову династію, що виявилася здатною протистояти небезпекам, що загрожували державі. Це був один з найважчих періодів в історії Візантії — перси завоювали Єгипет і загрожували Константинополю, авари, слов'яни й лангобарди атакували кордони з усіх боків. Іраклій одержав низку перемог над персами, переніс війну на їхню територію, після чого смерть шаха Хосрова ІІ й ряд повстань змусили тих відмовитися від усіх завоювань і укласти мир. Але повне виснаження обох сторін у цій війні підготувало сприятливий ґрунт для арабських завоювань.
634 року халіф Омар удерся в Сирію, протягом наступних 40 років були втрачені Єгипет, Північна Африка, Сирія, Палестина, Верхня Месопотамія, причому найчастіше населення цих областей, змучене війнами та поборами вважало арабів, що на початку істотно знижували податки, своїми визволителями. Араби створили флот і навіть обложили Константинополь. Але новий імператор, Костянтин IV Погонат (668—685), відбив їхній натиск. Незважаючи на п'ятирічну облогу Константинополя (673—678) з суші і з моря, араби не змогли його захопити. Грецький флот, якому недавній винахід «грецького вогню» забезпечив перевагу, змусив мусульманські ескадри до відступу і завдав їм у водах Силеума поразки. На суші війська халіфату були розбиті в Азії.
З цієї кризи імперія вийшла більш об'єднаною й монолітною, національний склад її став одноріднішим, релігійні розходження головним чином пішли в минуле, тому що монофізитство й аріанство мали основне поширення у втрачених нині Єгипті і Північній Африці. До кінця VII століття територія Візантії становила вже не більше третини держави Юстиніана. Ядро її складали землі, населені греками або еллінізованими племенами, що говорили грецькою. У той же час почалося масове заселення Балканського півострова болгарськими племенами. У VII столітті вони розселилися на значній території в Мезії, Фракії, Македонії, Далмації, Істрії, частині Греції і навіть були переселені в Малу Азію), зберігши при цьому свою мову, побут, культуру. Відбулися зміни і в етнічному складі населення у східній частині Малої Азії: з'явилися поселення персів, сирійців, арабів.
У VII столітті були проведені істотні реформи в керуванні — замість єпархій і екзархатів імперія була розділена на феми, підлеглі стратигам. Новий національний склад держави привів до того, що грецька мова стала офіційною, навіть титул імператора став звучати по-грецькому — василевс. В адміністрації стародавні латинські титули або зникають, або еллінізуються, а їхнє місце займають нові назви — логофети, стратеги, епархи, друнгарії. В армії, де переважають азійські й вірменські елементи, грецька стає мовою наказів.

### VIII століття
На початку VIII століття тимчасова стабілізація знову перемінилася низкою криз — війни з болгарами, арабами, безперервні повстання. Лев Ісавр, що зійшов на престол під ім'ям імператора Лева ІІІ й заснував ісаврійську династію (717—867), зумів зупинити розпад держави й завдав вирішальної поразки арабам.
За пів століття правління два перших Ісаври зробили імперію багатою і квітучою, попри чуму, що спустошила її 747 року та заворушення, викликані іконоборством. Релігійна політика ісаврійських імператорів була одночасно і політичною. Багато людей на початку VIII століття було незадоволено надлишком марновірства й особливо тим місцем, яке займало поклоніння іконам, віра в їхні чудотворні властивості, та поєднані з ними людські вчинки та інтереси; багатьох людей турбувало те зло, що як їм здавалося, у такий спосіб заподіювалося релігії. Одночасно імператори прагнули обмежити зростаючу могутність церкви. Політика іконоборства привела до розбратів і смут, одночасно підсиливши розкол у відносинах з Римською церквою. Відновлення іконопоклоніння відбулося тільки наприкінці VIII століття завдяки імператриці Ірині — першій жінці-імператриці, але вже на початку IX століття політика іконоборства була продовжена.

### IX—XI століття
800 року Карл Великий оголосив про відновлення Західної Римської імперії, що для Візантії стало відчутним приниженням. Одночасно Багдадський халіфат підсилив свій натиск на сході.
Імператором Левом V Вірменином (роки правління 813—820) і двома імператорами Фригійської династії — Михайлом ІІ (820—829) і Феофілом (829—842) було відновлено політику іконоборства. Знову на цілих тридцять років імперія опинилася у владі заколотів. Договір 812 року, що визнавав за Карлом Великим титул імператора, означав серйозні територіальні втрати в Італії, де Візантія зберегла тільки Венецію і землі на півдні півострова.
Війна з арабами, розпочата 804 року, призвела до двох серйозних поразок: до захоплення острова Крит мусульманськими піратами (826), що почали звідси майже безкарно спустошувати східне Середземномор'я, і до завоювання Сицилії північноафриканськими арабами (827), що 831 року опанували містом Палермо. Особливо загрозливою була небезпека з боку болгар, з тих пір як хан Крум розширив межі своєї імперії від Гема до Карпат. Никифор спробував розбити його, вдершись у Болгарію, але на зворотному шляху зазнав поразки й загинув (811), а болгари, знову захопивши Адріанополь, з'явилися поблизу стін Константинополя (813). Лише перемога Лева V при Месемврії (813) врятувала імперію.
Період смут закінчився 867 року приходом до влади македонської династії. Василій I Македонянин (867—886), Роман I Лакапін (919—944), Никифор II Фока (963—969), Іоанн Цимісхій (969—976), Василь ІІ (976—1025) — імператори й узурпатори — забезпечили Візантії 150 років процвітання і могутності. Була завойована Болгарія, Крит, Південна Італія, відбувалися успішні військові походи проти арабів вглиб Сирії. Кордони імперії розширилися до Євфрату й Тигру, Вірменія й Іберія ввійшли до сфери візантійського впливу, Іоанн Цимісхій доходив навіть до Єрусалима.
У IX–XI століттях велике значення для Візантії мали взаємини з Київською Руссю. Після облоги Константинополя київським князем Олегом (907) Візантія була змушена укласти з Руссю торговельний договір, що сприяв розвитку торгівлі вздовж великого шляху з «варяг у греки». Наприкінці X століття Візантія воювала з київським князем Святославом за Болгарію і здобула перемогу. При київському князі Володимирі Святославовичу між Візантією і Київською Руссю було укладено союз. Василь ІІ віддав свою сестру Ганну заміж за Володимира. Наприкінці X століття Русь прийняла з Візантії християнство.
1019 року, завоювавши Болгарію, Вірменію й Іберію, Василь ІІ відсвяткував великим тріумфом найбільше посилення імперії з початку арабських завоювань. Доповнювали картину блискучий стан фінансів і розквіт культури.
Однак одночасно почали з'являтися перші ознаки слабкості, що виражалося в посиленні феодальної роздрібненості. Знать, що контролювала величезні території і ресурси, часто успішно протиставляла себе центральній владі. Занепад почався після смерті Василя ІІ, при його браті Костянтині VIII (1025—1028) і при дочках останнього — спочатку при Зої та її трьох чоловіках, що послідовно змінювали один одного — Романі ІІІ (1028—1034), Михайлі IV (1034—1041), Костянтині Мономаху (1042—1054), з яким вона розділяла трон (Зоя вмерла 1050), і потім при Феодорі (1054—1056). Ослаблення проявилося ще різкіше по завершенню правління Македонської династії.
У результаті військового перевороту на престол зійшов Ісаак I Комнін (1057—1059); після його зречення імператором став Костянтин X Дука (1059—1067). Потім до влади прийшов Роман IV Діоген (1067—1071), якого скинув Михайло VII Дука (1071—1078); у результаті нового повстання корона дісталася Никифору Вотаніату (1078—1081). Протягом цих коротких правлінь анархія чимраз зростала, внутрішня і зовнішня криза, від якої страждала імперія, ставала все більш важкою. Італія була втрачена до середини XI століття під натиском норманів, але основна небезпека насувалася зі сходу — 1071 року Роман IV Діоген зазнав поразки від турків-сельджуків під Маназкертом (Вірменія), і від цієї поразки Візантія так і не змогла оговтатись. 1054 року відбувся офіційний розрив між західною та східною християнськими церквами, що погіршило вкрай натягнуті стосунки з Заходом і визначило події 1204 року (захоплення хрестоносцями Константинополя і розпад країни), а повстання феодалів підривали останні сили країни.
1081 року на престол вступила династія Комнинів (1081—1204) — представники феодальної аристократії. Турки залишалися в Іконії (Конійський султанат); на Балканах за допомогою Угорщини слов'янські народи створили майже незалежні держави; нарешті, Захід також являв собою серйозну небезпеку Візантії як з боку загарбницьких устремлінь, честолюбних політичних планів, породжених першим хрестовим походом, так і внаслідок економічних претензій Венеції.

### XII—XIII століття

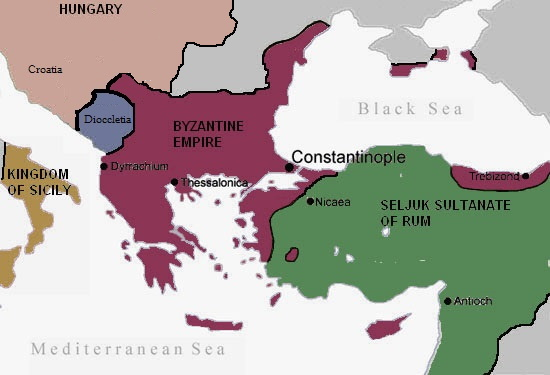
Візантійська Імперія до хрестових походів

При Комнінах головну роль у візантійській армії стали грати важкоозброєна кіннота (катафрактарії) і наймані війська з іноземців. Зміцнення держави й армії дозволило Комнінам відбити наступ норманів на Балкани, відвоювати в сельджуків значну частину Малої Азії, установити суверенітет над Антіохією. Мануїл І примусив Угорщину визнати суверенітет Візантії (1164) і затвердив свою владу в Сербії. Але в цілому становище продовжувало залишатися важким. Особливо небезпечним була політика Венеції — колишнє суто грецьке місто стало суперником і ворогом імперії, створювало сильну конкуренцію її торгівлі. 1176 візантійська армія була розгромлена турками при Міріокефалоні. На всіх напрямках Візантія була змушена перейти до оборони.
Політика Візантії щодо хрестоносців полягала у зв'язуванні їхніх проводирів васальними зобов'язаннями і поверненні з їхньою допомогою територій на сході, але особливого успіху це не принесло. Стосунки з хрестоносцями постійно погіршувалися. Як багато хто з їхніх попередників, Комніни мріяли відновити свою владу над Римом, чи за допомогою сили, або шляхом союзу з папством.
Особливо намагався здійснити ці мрії Мануїл І. Здавалося, що Мануїл здобував імперії незрівнянну славу в усім світі і зробив Константинополь центром європейської політики; але коли він вмер 1180 року, Візантія виявилася розореною і ненависною латинянам, готовими в будь-який момент напасти на неї. Водночас у країні назрівала серйозна внутрішня криза. Після смерті Мануїла І спалахнуло народне повстання в Константинополі (1181), викликане невдоволенням політикою уряду, що сприяла італійським купцям, а також західноєвропейським лицарям, що поступали на службу до імператорів. Країна переживала глибоку економічну кризу: підсилилася феодальна роздрібненість, правителі провінцій були фактично незалежні від центральної влади, прийшли в занепад міста, ослабнули армія і флот. Почався розпад імперії. 1187 відпала Болгарія; 1190 Візантія була змушена визнати незалежність Сербії. Коли ж 1192 дожем Венеції став Енріко Дандоло, виникла думка, що найкращим засобом як для задоволення ненависті, що нагромадилася у латинян, так і для забезпечення інтересів Венеції на Сході було б завоювання Візантійської імперії. Ворожість папи, домагання Венеції, відмова платити хрестоносцям винагороду — усе це разом узяте визначило той факт, що Четвертий хрестовий похід (1202—1204) повернув замість Єгипту вже проти Константинополя. Виснажена, ослаблена натиском слов'янських держав, Візантія виявилася нездатною протистояти хрестоносцям.
1204 року армія хрестоносців захопила Константинополь. Візантія розпалася на низку держав — Латинську імперію й Ахейське князівство, створені на територіях, захоплених хрестоносцями, і Нікейську, Трапезундську і Епірську імперії, що залишилися під контролем греків. Латиняни придушували у Візантії грецьку культуру, засилля італійських торговців заважало відродженню візантійських міст.

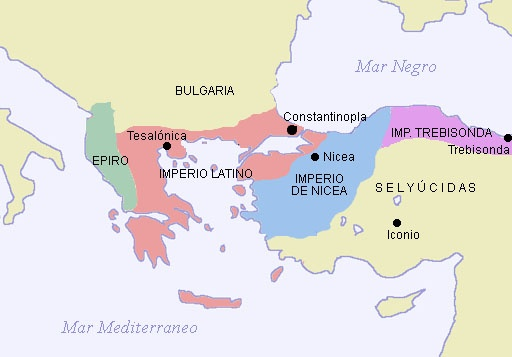
Візантійська імперія в першій половині XIII століття

Положення Латинської імперії було дуже хитким — ненависть греків і напади болгар сильно послабили її, так що 1261 року імператор Нікейської імперії Михайло Палеолог, за підтримки грецького населення Латинської імперії відвоювавши Константинополь і розгромивши Латинську імперію, оголосив про відновлення Візантійської імперії. 1337 до неї приєднався Епір. Але Ахейське князівство — єдине життєздатне утворення хрестоносців у Греції — проіснувало до завоювань османських турків, так само як і Трапезундська імперія. Відновити Візантійську імперію в її цілості було вже неможливо. Михайло VIII (1261—1282) спробував це здійснити, і хоча йому не вдалося цілком втілити в життя свої устремління, проте його зусилля, практичне обдарування і гнучкий розум роблять його останнім значним імператором Візантії.
Перед обличчям зовнішньої небезпеки, що загрожувала імперії, було необхідно, щоб вона зберігала єдність, спокій і силу. Епоха Палеологів навпаки була сповнена повстань і цивільних смут. У Європі найнебезпечнішими супротивниками Візантії виявилися серби. При спадкоємцях Стефана Ненадя — Уроші І (1243—1276), Драгутині (1276—1282), Милутині (1282—1321) — Сербія так розширила свою територію за рахунок болгар і візантійців, що стала найзначнішою державою на Балканському півострові.

### XIV—XV століття
Постійно підсилювався тиск османів на чолі з трьома великими воєначальниками — Ертогрулом, Османом (1289—1326) і Орханом (1326—1359). Незважаючи на деякі вдалі спроби Андроніка ІІ зупинити їх, 1326 Бурса упала перед османами, що перетворили її у свою столицю. Потім була взята Нікея (1329), за нею — Нікомедія (1337); 1338 турки досягли Босфору і незабаром перейшли його за запрошенням самих же візантійців, що наполегливо домагалися їхнього союзу для допомоги у внутрішніх смутах. Ця обставина привела до того, що імператорам довелося шукати допомоги на заході. Іоанну V (1369), а потім і Мануїлу ІІ (1417) довелося відновити переговори з Римом, а Іоанн VIII, щоб запобігти турецькій небезпеці, ризикнув — імператор особисто з'явився в Італії (1437) і на Флорентійському церковному соборі підписав з Григорієм IV унію, що означала кінець поділові церков (1439). Але просте населення не прийняло католицизм, і ці спроби примирення лише збільшили внутрішні розбрати.
Нарешті завоювання османів почали загрожувати самому існуванню країни. Мурад І (1359—1389) завоював Фракію (1361), що Іоанн V Палеолог змушений був визнати у 1363; потім він захопив Філіппополь, а незабаром і Адріанополь, куди переніс свою столицю (1365). Константинополь, ізольований, оточений, відрізаний від інших областей, очікував за своїми стінами смертельного удару, що здавався неминучим. Тим часом османи завершили завоювання Балканського півострова. У Мариці вони розбили південних сербів і болгар (1371); вони заснували свої колонії в Македонії і стали загрожувати Фессалонікам (1374); вони вдерлися в Албанію (1386), розбили Сербську державу і після битви на Косовому полі перетворили Болгарію в турецький пашалик (1393). Іоанн V Палеолог був змушений визнати себе васалом султана, платити йому данину і поставляти йому контингенти військ для захоплення Філадельфії (1391) — останнього оплоту, яким ще володіла Візантія в Малій Азії.

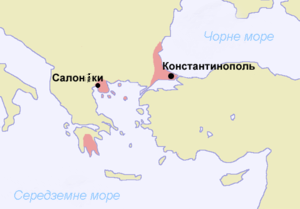
Територія Візантійської імперії біля 1400 р.

Баязид (1389—1402) діяв стосовно Візантійської імперії ще більш енергійно. Він блокував з усіх боків столицю (1391—1395), а коли спроба Заходу врятувати Візантію в битві під Нікополем (1396) зазнала невдачі, він спробував штурмом узяти Константинополь (1397) і одночасно вдертися в Морею. Навала монголів і нищівна поразка, нанесена Тимуром туркам при Ангорі (1402), дали імперії ще двадцять років відстрочки. Але 1421 р. Мурад II (1421—1451) відновив натиск. Він атакував, хоча і безуспішно, Константинополь, що енергійно захищався (1422); захопив Фессалоніки (1430), куплені в 1423 венеційцями у візантійців; один з його полководців проникнув у Морею (1423); сам він успішно діяв у Боснії й Албанії і змусив господаря Валахії платити данину.
Візантійська імперія, доведена до відчаю, володіла тепер, крім Константинополя і сусідньої області до Деркона і Селімврії, лише декількома окремими областями, розсіяними по узбережжю: Анхіалом, Месемврією, Афоном і Пелопоннесом, який майже цілком відвойований у латинян, став ніби центром грецького народу. Незважаючи на героїчні зусилля Яноша Гуняді, що 1443 розбив турків при Яловаці, попри опір Скандербега в Албанії, турки завзято домагались своєї мети. 1444 у битві при Варні обернулася поразкою остання серйозна спроба східних християн протистояти туркам. Афінське герцогство підкорилося їм, князівство Морея, завойоване турками 1446, змушено було визнати себе данником; у другій битві на Косовому полі (1448) Янош Гуньяді зазнав поразки. Залишався лише Константинополь — неприступна цитадель, що втілювала в собі всю імперію. Але і для нього наближався кінець. Мехмед ІІ, вступаючи на трон (1451), твердо поставив намір опанувати ним. 5 квітня 1453 р. турки почали облогу Константинополя.
Ще раніше султан побудував на Босфорі фортецю Румілі-Гіссар, що перерізала комунікації між Константинополем і Чорним морем, і одночасно послав експедицію в Морею, щоб перешкодити грецьким деспотам Містри допомагати столиці. Проти величезної турецької армії, що складалася з приблизно 80 тисяч людей, імператор Костянтин Драгаш зміг виставити лише 9 тис. солдат, з яких біля половини складали іноземці; населення колись величезного міста на той час становило лише близько 30 тисяч людей. Проте, попри міць турецької артилерії, перший приступ був відбитий (18 квітня).
Мехмеду ІІ вдалося провести свій флот у бухту Золотий Ріг і в такий спосіб поставити під погрозу іншу ділянку укріплень. Однак штурм 7 травня знову не вдався. Але в міському валу на підступах до воріт св. Романа був пробитий пролом. У ніч з 28 на 29 травня 1453 почалася остання атака. Двічі турки були відбиті; тоді Мехмед кинув на штурм яничарів. У той же час генуезець Джустиніані Лонго, що був разом з імператором душею оборони, отримав серйозне поранення і покинув стрій, при цьому його дух зламався і він почав говорити про неминучість поразки. Подібні заяви з уст раніше одного з найзатятіших вояків та зникнення вождя значно ослабили генуезців та й інших воїнів. Імператор продовжував доблесно боротися, але частина ворожого війська, опанувавши підземний хід з фортеці — так званий Ксилопорт, напала на захисників з тилу. Це був кінець. Костянтин ХІ загинув у бою. Турки опанували місто. У захопленому Константинополі почалися грабежі й убивства; більше половини жителів було взято в полон.
30 травня 1453 року, о восьмій годині ранку, Мехмед ІІ урочисто вступив у столицю і наказав переробити центральний собор міста — собор Святої Софії на мечеть. Останні залишки колись великої імперії — Трапезунд і Морея — потрапили під турецьке панування протягом декількох наступних десятиліть. Легітимними спадкоємцями імперії вважали себе правителі князівства Феодоро на Кримському півострові, тісно пов'язані династичними шлюбами з візантійськими імператорськими родинами. На знак своїх претензій вони узяли візантійський титул «автократорів». Однак також були подолані османами у грудні 1475 року.

## Історичний спадок
Візантія була, можливо, єдиним стійким утворенням в Європі протягом Середньовіччя. Її збройна і дипломатична сила гарантували Європі захист від персів, арабів, турків-сельджуків і, на якийсь час, османів. Лише в наш час було визнано значення Візантії в розвитку сучасної цивілізації.

### Економіка
Протягом сторіч візантійська економіка була передовою в Європі. Візантійська монета — Солід була стабільною протягом 700 років, тільки після 1204 була поступово замінена венеційським дукатом. Багатство імперії було незрівнянне з будь-якою державою в Європі, і Константинополь протягом сторіч був одним з найбільших і найбагатших міст у світі. Цьому економічному багатству допомогло те, що до складу імперії входили найрозвинутіші землі того часу — Греція, Мала Азія, Єгипет, а також проходження через її територію багатьох торговельних шляхів — між Китайським і Перським Сходом та Західною Європою (Великий шовковий шлях), між північними Скандинавією і Руссю та Африкою на півдні (Шлях «із варяг в греки»). Візантія тримала торговельну перевагу до XIII-XIV століть, поки її не перехопила Венеція. Трагічний вплив на економіку імперії спричиняли постійні війни, а особливо захоплення Константинополя хрестоносцями 1204, після чого Візантія більше не оговталася.

### Наука і закон
Візантія відіграла важливу роль в накопиченні і передачі класичних знань до арабського світу та Європи епохи Відродження. Її багата історична традиція зберегла античні знання, стала містком між Античним часом і Середньовіччям.
Значною подією було складення Кодексу Юстиніана, що став підсумком розвитку римського права. Закони постійно удосконалювалися. Заклалися засади апеляційних судів, системи морського права. У цьому Візантійське право сприяло еволюції юридичних систем навіть більше за свого прямого попередника — Римське право.

### Релігія
Релігійні інституції у Візантійській державі мали значний вплив на суспільство, культуру і політику. Імператорові часто вдавалося спрямувати вище духовенство в напрямку власних інтересів, тому можна говорити про служіння релігії державі.
867 року стався розрив між Константинопольським патріархом Фотієм і Папою Римським Миколою. Розкол християнства на православ'я та католицизм остаточно оформився 1054 року, коли найвищі константинопольський і римський ієрархи взаємно виключили з Церкви один одного.
З Візантії Християнство поширилося на Закавказзя та на східну Європу. Русь також була охрещена за православним візантійським обрядом, що посилило культурний зв'язок наших пращурів з Візантією зокрема і з усім християнським світом загалом.

### Культура, архітектура і література
Візантійська культура і література були зосереджені навколо релігії. Ікона посіла центральне місце в художній творчості. Архітектура робила наголос на купол, арки, перехресно-квадратний план забудови релігійних споруд. Церковні інтер'єри були прикрашені мозаїками і живописом, що зображали святих та біблійні сюжети. Формальні елементи візантійської архітектури спричинили істотний вплив на оттоманську архітектуру. Візантійська архітектура й архітектурна прикраса, крім того, розвивалися в середньовічній і ранній сучасній Українській архітектурі. Більш загалом, Візантійські артистичні традиції, зокрема іконопис, вплинули на мистецтво православних суспільств в південно-східній Європі, Русі і Близькому Сході.

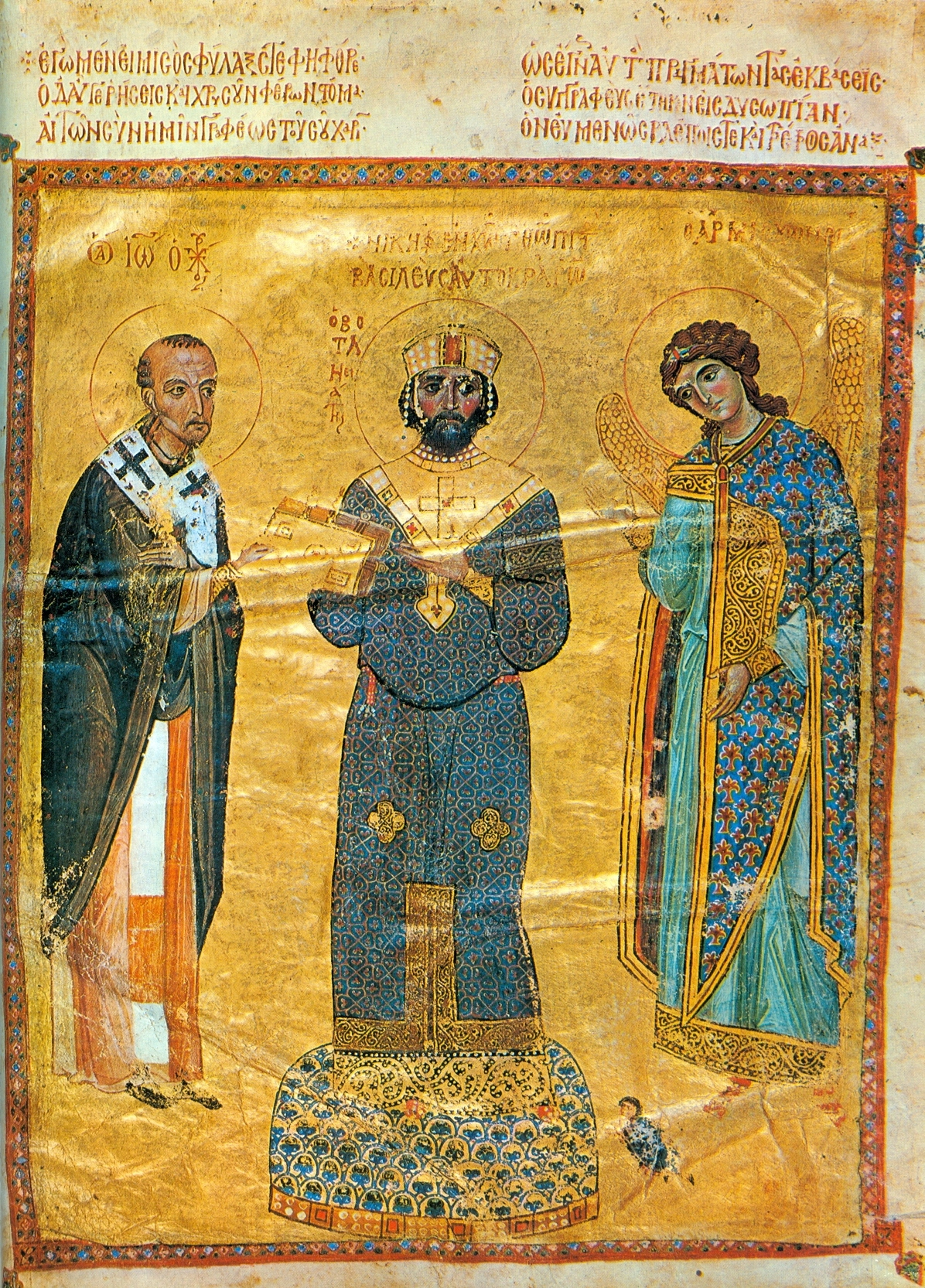
Імп. Никифор ІІІ (1078—1081)

Література була характерна відсутністю суворої диференціації між окремими галузями: для Візантії типовою є фігура вченого, що пише на найрізноманітніші теми знань — від математики до богослов'я і художньої літератури (Іоанн Дамаскін, VIII століття; Михайло Псел, XI століття; Никифор Влеммід, XIII століття; Феодор Метохіт, XIV століття). Широко були розповсюджені релігійні гімни і трактати. Народна усна творчість через відсутність записів у більшості випадків до нас не дійшла.
Музика Візантії представлена передусім християнськими літургійними піснеспівами, щодо яких зазвичай використовують збірний термін — гімни. У творчості вихідців із Сирії св. Романа Сладкоспівця, св. Андрія Критського, а також св. Іоана Дамаскіна формується система осьмогласія, на якій ґрунтувався музичний супровід християнського богослужіння. Записувалися літургійні піснеспіви за допомогою невменної нотації.
У візантійській історіографії багато видатних постатей — Прокопій Кесарійський, Агафій Мірінейський, Іоанн Малала, Феофан Сповідник, Георгій Амартол, Михайло Псел, Михайло Атталіат, Ганна Комніна, Іоанн Кіннам, Микита Хоніат. Значний вплив науки спостерігається на літописців Русі.
Від західноєвропейської середньовічної культури візантійська культура відрізнялася:
1. вищим (до 12 століття) рівнем матеріального виробництва;
2. стійким збереженням античних традицій в освіті, науці, літературній творчості, образотворчому мистецтві, побуті;
3. індивідуалізмом (нерозвиненість суспільних принципів; віра в можливість індивідуального порятунку, тоді як західна церква ставила порятунок в залежність від таїнств, тобто від акцій церкви; індивідуалістичне, а не ієрархічне трактування власності), котрий не поєднувався зі свободою (візантієць відчував себе безпосередньо залежним від вищих сил — Бога й імператора);
4. культом імператора як сакральної фігури (земного божества), що вимагала поклоніння у формі особливих церемоній одягу, звернень тощо;
5. уніфікацією наукової і художньої творчості, чому сприяла бюрократична централізація влади.

### Державний лад
Від Римської імперії Візантія успадкувала монархічну систему правління з імператором на чолі. Разом із тим, у Візантії не існувало чіткого принципу династичного успадкування і обрання імператора та усунення від влади імператора залежало від настроїв та суспільної думки населення Константинополя. Тривалий час зберігалася колишня система державного і фінансового керування. Але з кінця VI століття починаються істотні зміни. Реформи пов'язані в основному з обороною (адміністративний поділ на феми замість екзархатів) і переважно грецькою культурою країни (введення посад логофета, стратега, друнгарія тощо). З X століття широко поширюються феодальні принципи керування, цей процес привів до утвердження на троні представників феодальної аристократії. До самого кінця імперії не припинялися численні повстання і боротьба за імператорський трон.

### Армія
Армія Візантії була успадкована від Римської імперії. До кінця існування Візантії вона була головним чином найманою і відрізнялася досить низькою боєздатністю. Проте в деталях було розроблено систему керування і постачання армії, опубліковано праці зі стратегії і тактики, широко застосовуються різноманітні «технічні» засоби. На відміну від старої римської армії, сильно зростає значення флоту (якому винахід «грецького вогню» забезпечує панування на морі), кавалерії (від Сасанідів переймається важка кіннота — катафрактарії) і стрілецького озброєння.
Перехід до фемної системи набору війська забезпечив країні 150 років успішних воєн, але фінансове виснаження селянства і його перехід у залежність від феодалів призвели до поступового зниження якості військ. Систему комплектування було змінено на західну — тобто типово феодальну, коли знать була зобов'язана поставляти військові контингенти за право володіння землею.
Надалі армія і флот приходять в усе більший занепад, а в самому кінці являють собою головним чином наймані формування. 1453 Константинополь зміг виставити лише 5-тисячну армію (і 4 тис. найманців).

### Дипломатія
Візантія уміло використовувала дипломатію в конфліктах з сусідніми державами та народами. На відміну від свого попередника, Римської імперії, яка своїх супротивників просто знищувала, Візантія завжди намагалася завдяки дипломатії перетворити своїх ворогів на союзників. Коли існувала загроза з боку Аварського каганату, було знайдено союзників — тюркомовних булгарів, які дали назву балканській слов'яномовній Болгарії. Пізніше при загрозі з боку Болгарії було укладено договори з Руссю, а з посиленням впливу Русі в Дунайському регіоні їм на противагу висунуто печенігів. В XI столітті укладено союз з половцями проти печенігів, які більше не приносили користі імперії. Візантійські дипломати також широко втручалися у внутрішні справи інших держав. 1282 Михайло VIII підтримав повстання в Сицилії проти Анжуйської династії. Імператори підтримували претендентів на трон в інших державах, якщо ті гарантували мир і співпрацю з Константинополем.

## Інтернет-ресурси
- Піднесення і занепад Візантійської імперії: повна історія